# Freshfields Bruckhaus Deringer
Freshfields Bruckhaus Deringer je mezinárodně činná advokátní firma se sídlem v Londýně ve Spojeném království.

## Rozsah činnosti
Firma se zabývá právním poradenstvím a zastoupením v oborech bankovnictví a financování, kapitálových trhů, konkurenčních záležitostí, fúzí a koupě společností, mezinárodní arbitráže a v dalších oblastech.
Pro firmu pracuje 2 500 advokátů ve 26 městech. Působí v 17 zemích, a to v Evropě, Asii, Severní Americe a na Blízkém východě. V Londýně patří k tzv. magickému kruhu (Magic Circle) advokátních společností. Mezi právníky je 427 tzv. partnerů (partners) a 1 611 přidružených advokátů (associates). Počet zaměstnanců je udáván číslem 4 959. Zisk v účetním roce 2016/2017 dosáhl výše 1,4 miliardy liber (£).